# Walkowice
Walkowice – wieś w Polsce położona w województwie wielkopolskim, w powiecie czarnkowsko-trzcianeckim, w gminie Czarnków.

## Podział
| SIMC    | Nazwa                 | Rodzaj    |
| ------- | --------------------- | --------- |
| 1016078 | Dębowiec              | część wsi |
| 0525197 | Leśniczówka Walkowice | część wsi |
| 0525205 | Śluza Trzynaście      | część wsi |
| 1006045 | Walkowice-Wybudowanie | część wsi |

## Historia
Miejscowość pierwotnie związana była z Wielkopolską. Ma metrykę średniowieczną i istnieje co najmniej od XIII wieku. Wymieniona po raz pierwszy w dokumencie zapisanym po łacinie z 1202 jako Valkowicze, 1343 Walkowycze, 1418 Walikowicze, 1486 Walikowice, 1506 Walykowicze, 1513 Walykowycze, 1527 Wolikowicze, 1551 Valkovycze, 1563 Valkowicze.
Miejscowość była wsią szlachecką leżącą w kluczu dóbr czarnkowskich i należała do lokalnej szlachty wielkopolskiej – w XV-XVI wieku do rodu szlacheckiego Czarnkowskich herbu Nałęcz. W 1563 wieś należała do powiecie poznańskim w Koronie Królestwa Polskiego w parafii Czarnków, a w 1580 roku w powiecie poznańskim województwa poznańskiego w Rzeczypospolitej Obojga Narodów.
Zachowały się dwa falsyfikaty z XVI wieku. Jeden datowany na 1202 mówiący o tym, że książę Mieszko Stary nadał wojewodzie kaliskiemu Mikołajowi miasto Czarnków wraz z przyległymi dziedzinami, a w tym m.in. Walkowice. W 1343 król polski Kazimierz Wielki zamienił miasto Czarnków wraz z wsiami Gębice i Walkowice na Rogoźno, Studzieniec i Gościejewo Sędziwoja z Czarnkowa oraz nadał dobrom Sędziwoja określone przywileje i wolności.
Miejscowość jako własność prywatna wielokrotnie w historii zmieniała właścicieli poprzez dziedziczenie, wymianę i transakcje. W 1466 kasztelan gnieźnieński Jan Czarnkowski sprzedał za 4000 grzywien z zastrzeżeniem prawa wykupu swojemu wnukowi Janowi zamek i części miasta Czarnków wraz z kilkoma wsiami, w tym m.in. z Walkowicami. W 1486 kasztelan santocki Sędziwój Czarnkowski kupił od swojego ojca Jana zamek Czarnków z przyległościami za tę samą kwotę. W 1506 jego syn Maciej Czarnkowski, późniejszy kasztelan bydgoski, zapisał żonie Katarzynie posag oraz wiano na dobrach należnych jemu z działu z bratem Sędziwojem, w tym m.in. na Walkowicach. W 1556 Wojciech syn kasztelana bydgoskiego Macieja otrzymał od brata Stanisława części w Czarnkowie wraz z wsiami, w tym m.in. Walkowice. W 1557 tenże Wojciech wraz ze swoimi braćmi Stanisławem oraz Piotrem podzielili majętności; Wojciech otrzymał połowę miasta Czarnków wraz z połowami przynależnych mu wsi, w tym m.in. ze Walkowicami. W 1568 Wojciech Czarnkowski, który pełnił funkcję kasztelana śremskiego, zapisał swojej żonie Barbarze z Górki posag oraz wiano na połowie miasta Czarnków oraz połowach wsi w tym na wsi Walkowice. W 1576 właścicielami miejscowości byli Wojciech oraz syn Sędziwoja Wojciech Sędziwój Czarnkowski. W latach 1580–1583 wieś odziedziczyły wdowy Barbara po Wojciechu oraz Jadwiga wdowa po Wojciechu Sędziwoju.
Miejscowość odnotowana została także w dokumentach podatkowych. W 1563 odnotowano pobór we wsi od 21 rybaków oraz od karczmy dorocznej. W 1567 pobór od 20 rybaków oraz od karczmy dorocznej. W 1576 pobór od 9 rybaków zapłacił Wojciech Czarnkowski kasztelan rogoziński. W 1577 zapłacił on natomiast pobór od 8 rybaków, a starosty generalny Wielkopolski Wojciech Sędziwój Czarnkowski zapłacił podatek od 9 rybaków. W 1583 pobrano podatki z części Barbary Rogozińskiej wdowy po kasztelanie rogozińskim od roli uprawianej przez rybaków, a także od 8 rybaków oraz jednego zagrodnika. Natomiast z części należącej do Jadwigi Czarnkowskiej pobrano podatki od niewielkiej roli rybaków oraz od 9 rybaków.
W okresie międzywojennym w miejscowości stacjonowała placówka Straży Granicznej I linii „Walkowice”.
W latach 1975–1998 miejscowość administracyjnie należała do województwa pilskiego.